# Broome
Broome ist eine am Indischen Ozean gelegene Küstenstadt in der Region Kimberley, im Norden Westaustraliens. Sie liegt rund 2200 Kilometer entfernt von Perth und hat 14.000 Einwohner (2016).

## Geschichte
Das Gebiet von Broome bewohnten ursprünglich die Yawurru People, ein Stamm der Aborigines. 1688 und 1699 erkundete der Entdecker William Dampier die Region mit der Roebuck. Nach diesem Schiff erhielt die Roebuck Bay, an der sich Broome heute befindet, ihren Namen. Am 21. November 1883 wurde Broome gegründet. Namensgeber war der damalige Gouverneur der Kolonie Westaustralien, Frederick Broome.
Als bekannt wurde, dass auf dem Meeresboden Perlen zu finden sind, erlebte Broome durch den „Perlenrausch“ einen Aufschwung und wurde zur „Perlenhauptstadt der Südhalbkugel“. Die Perlenindustrie des Ortes deckte 80 Prozent des weltweiten Perlmutt-Bedarfs. Über 5000 neue Siedler, meist Chinesen, Japaner, Aborigines und Südsee-Insulaner, wurden angelockt. Das führte zu zahlreichen rassistisch motivierten Auseinandersetzungen. 1910 arbeiteten in der Roebuck Bay fast 400 Perlentauch-Boote, sogenannte lugger. Ab Oktober 1929 endete mit der Weltwirtschaftskrise und dem Aufkommen von Kunst- und Zuchtperlen der Perlenboom, und der Ort fiel in die wirtschaftliche Bedeutungslosigkeit.
Broome wurde am 3. März 1942 von japanischen Jagdflugzeugen angegriffen, wobei 88 Menschen starben.
1948 führte der Schriftsteller Arthur W. Upfield eine Expedition der Zeitschrift Australian Geographic über 8.000 km durch den Nordwesten Australiens, wobei er auch Broome besuchte. In der Folge entstand sein Kriminalroman The Widows of Broome, der in der Stadt spielt.
Anfang der 1950er Jahre erlebte Broome eine kleine Wiedergeburt der Perlenindustrie, wirtschaftliche Haupteinnahmequelle ist aber in jüngerer Zeit der Tourismus. Während der Hochsaison leben in Broome ca. 30.000 Einwohner, normalerweise ca. 14.000 Menschen.
Seit 1966 ist Broome Sitz des römisch-katholischen Bistums Broome.

## Klima
Broome befindet sich in der Klimazone der Tropen und hat ein Steppenklima. Von April bis November herrscht die Trockenzeit und von Dezember bis März die Regenzeit vor. Während der 'wet season' (Regenzeit) kommt es regelmäßig zu zyklonartigen Stürmen. Die Klimaklassifikation nach Köppen und Geiger lautet BSh.
|                       | Jan   | Feb   | Mär   | Apr  | Mai  | Jun  | Jul  | Aug  | Sep  | Okt  | Nov  | Dez  |   |       |
| Mittl. Tagesmax. (°C) | 33,3  | 32,8  | 33,9  | 34,4 | 32,1 | 29,4 | 29,1 | 30,3 | 31,7 | 32,9 | 33,6 | 33,5 | ⌀ | 32,2  |
| Mittl. Tagesmin. (°C) | 26,6  | 26,1  | 25,5  | 22,7 | 18,2 | 15,2 | 13,7 | 14,7 | 18,8 | 22,7 | 25,5 | 26,5 | ⌀ | 21,3  |
|                       |       |       |       |      |      |      |      |      |      |      |      |      |   |       |
| Niederschlag (mm)     | 190,6 | 201,3 | 110,1 | 28,6 | 15,7 | 14,6 | 9,9  | 1,5  | 1,0  | 0,5  | 9,9  | 76,0 | Σ | 659,7 |
|                       |       |       |       |      |      |      |      |      |      |      |      |      |   |       |
| Regentage (d)         | 11,0  | 12,5  | 8,3   | 2,5  | 1,8  | 1,4  | 0,9  | 0,5  | 0,4  | 0,2  | 1,2  | 6,0  | Σ | 46,7  |

| 26,6 |

| 26,1 |

| 25,5 |

| 22,7 |

| 18,2 |

| 15,2 |

| 13,7 |

| 14,7 |

| 18,8 |

| 22,7 |

| 25,5 |

| 26,5 |

| 26,6 |

| 26,1 |

| 25,5 |

| 22,7 |

| 18,2 |

| 15,2 |

| 13,7 |

| 14,7 |

| 18,8 |

| 22,7 |

| 25,5 |

| 26,5 |

## Verkehr und Infrastruktur

### Flughafen
Über den Flughafen Broome (Broome International Airport) ist die Stadt mit anderen australischen Flughäfen verbunden.

## Sehenswertes

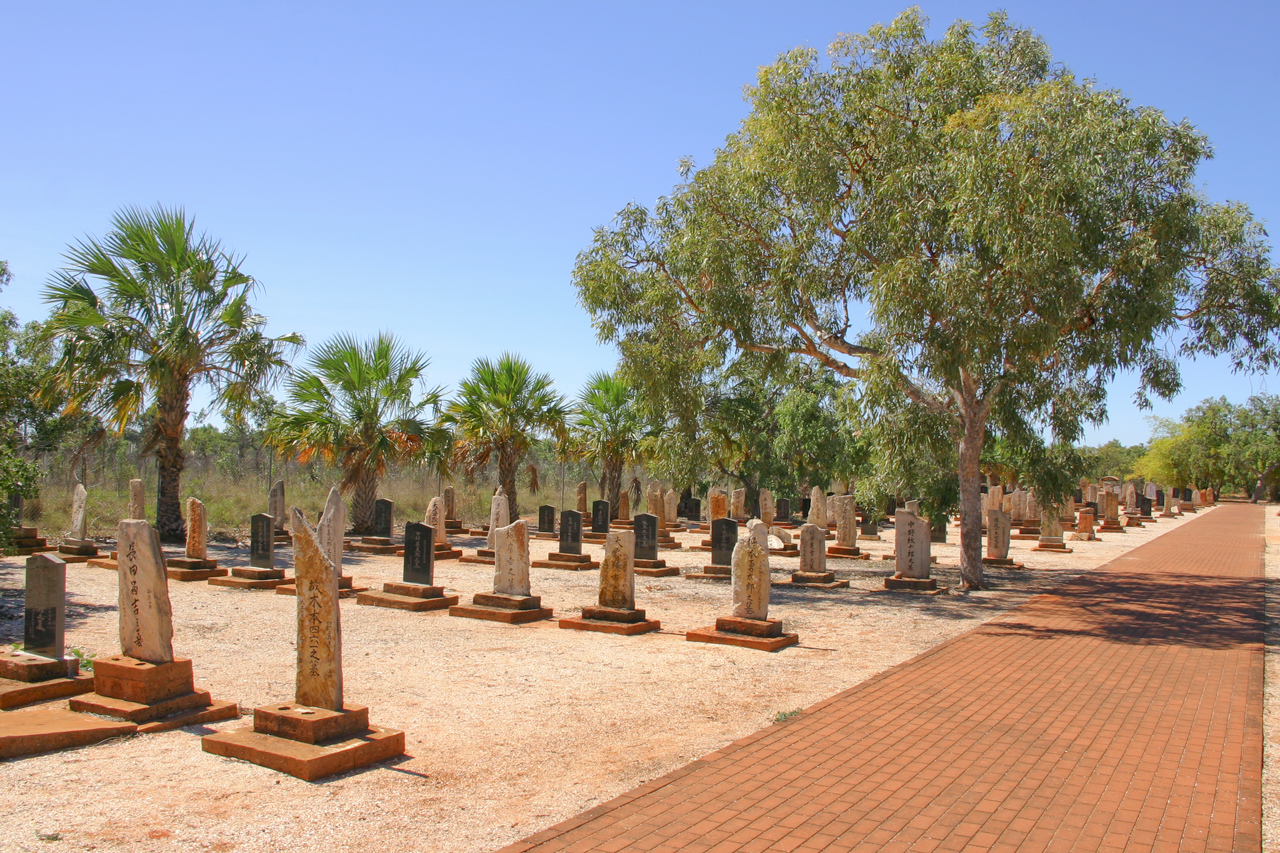
Japanischer Friedhof

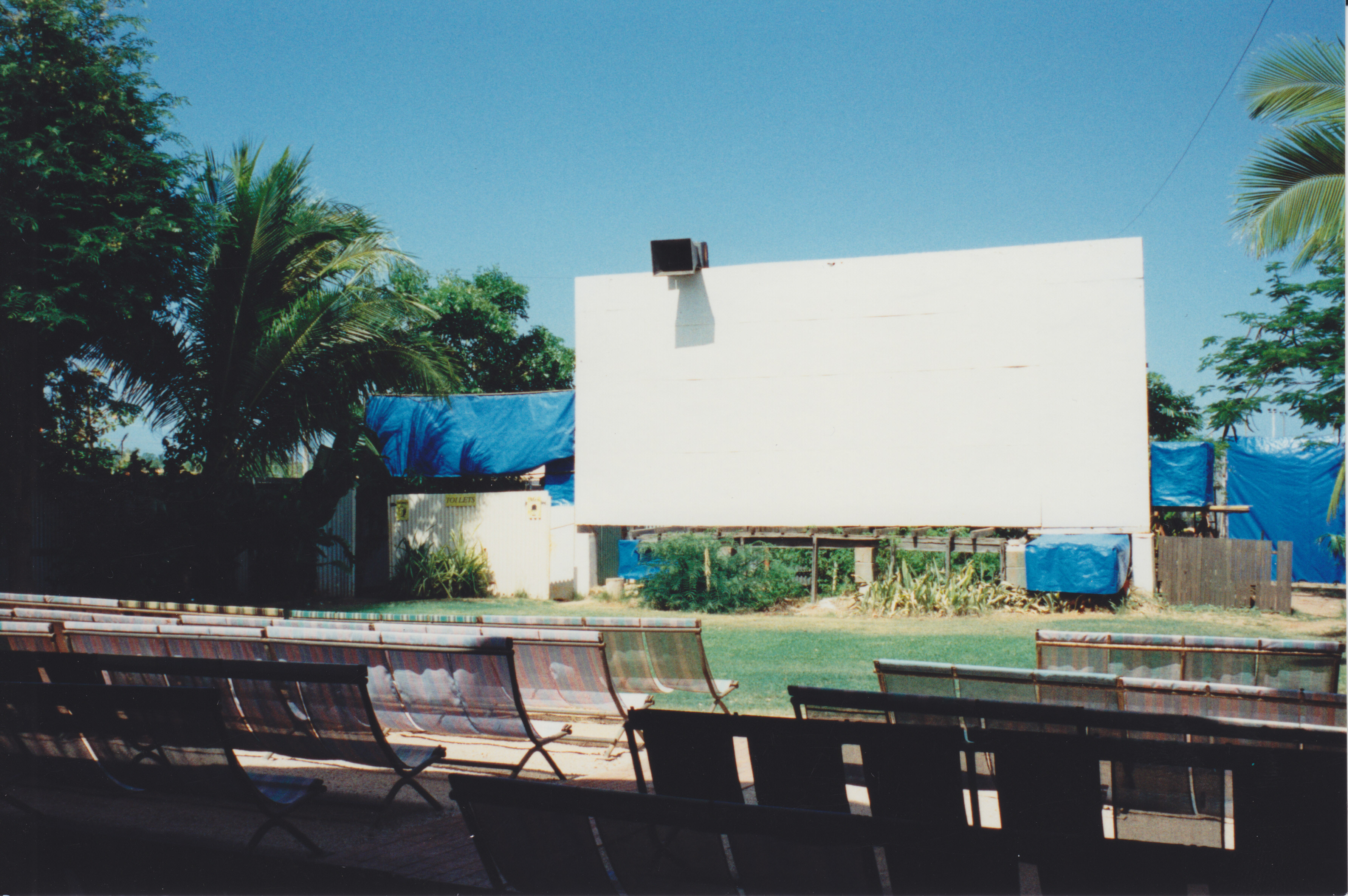
Kino Sun Pictures

- Der Cable Beach, ein 20 km langer Sandstrand, benannt nach der ehemaligen Telegraphenleitung zwischen Broome und der Insel Java. Der Norden des Strandes ist eine offizielle FKK-Zone und darf mit Geländewagen befahren werden.
- Das Phänomen des Staircase to the Moon, zu dem es beim Aufgang des Vollmondes von März bis Oktober kommt. Durch die Reflexion des Mondlichtes entsteht auf dem nassen Meeresboden die optische Erscheinung einer Treppe zum Mond.
- Der Kunst- und Handwerksmarkt Broome Courtehouse Market am historischen Gerichtshaus, der von November bis März jeden Samstag sowie von April bis Oktober jeden Samstag und Sonntag von 08:00 Uhr – 13:00 Uhr veranstaltet wird. Während des Staircase to the Moon findet er zusätzlich am Town Beach statt.[5]
- Chinatown im Ortszentrum mit Geschäften, Restaurants und Bars
- japanischer Friedhof mit 600 Gräbern aus der Zeit des Perlenbooms
- das Broome Historical Society Museum
- die Krokodilfarm Crocodile Park, gegründet von Malcolm Douglas.
- Das Kino Sun Pictures, eröffnet im Jahre 1916, ist damit das älteste Open-Air-Kino der Welt.
- Der 7 km entfernt gelegene Gantheaume Point, bei dem bei extremem Niedrigwasser (mindestens 1,3 m) 120 Millionen Jahre alte versteinerte Fußabdrücke von Dinosauriern besichtigt werden können. Neben dem Leuchtturm befinden sich aus Beton gefertigte Replikationen dieser Abdrücke und das Beckes des Anastasia’s Pool, der für die unter Arthritis leidende Ehefrau eines Leuchtturmwärters erbaut wurde.
- das Broome Bird Observatory
- das Schiffswrack der Catalinas aus dem Zweiten Weltkrieg
- Der Buccaneer Rock an der Roebuck Bay soll an die Ankunft von William Dampier in der Roebuck erinnern.
- der Bedford-Park mit Affenbrotbäumen und Denkmälern.

Broome ist Ausgangsort für Reisen in die Kimberleys-Region, eine der wildesten Gegenden Australiens.
Zu den wichtigsten Highlights der Umgebung gehören die Dampier Peninsula, der Rowley Shoals Marine Park und die Gibb River Road.

## Söhne und Töchter der Stadt
- Jimmy Chi (1948–2017), Musiker
- Claire van der Boom (* 1983), Schauspielerin